# Боровлев, Михаил Давыдович
Михаил Давыдович Боровлев — советский деятель госбезопасности, генерал-лейтенант.

## Биография
Родился в 1918 году в селе Воротынцево. Член КПСС.
Окончил Новосильское педагогическое училище, ВПШ при ЦК КПСС.
В 1938—1941 гг. — учитель начальной Хохловской школы Орловской области.
Участник Великой Отечественной войны: офицер 90-го отдельного батальона 23-й бригады войск НКВД по охране особо важных предприятий промышленности.
В 1946 году — первый секретарь Чибисовского райкома ВКП(б).
В 1952—1957 гг. — сотрудник аппарата 7-го Управления КГБ.
В 1957—1959 гг. — начальник Особой инспекции Управления кадров КГБ при СМ СССР.
В 1960—1966 гг. — начальник УКГБ по Мурманской области
В 1966—1973 гг. — заместитель начальника Высшей Краснознаменной школы КГБ им. Ф. Э. Дзержинского по учебной работе и заочному обучению.
В 1973—1986 гг. — 1-й заместитель начальника УКГБ по г. Москве и Московской области.
Умер в 2002 году в Москве.

## Награды
- Орден Октябрьской Революции (1977)
- Орден Отечественной войны II степени (1945)
- Орден Трудового Красного Знамени (1980)
- Орден Знак Почёта (1966)